# 史蒂芬·曼甘
史蒂芬·曼甘（Stephen James Mangan，1968年5月16日—） 是英國的一位演員，曾經獲得過第63屆托尼獎提名。他出生在一個愛爾蘭人家庭。